# Ikonnikovia philippina
Ikonnikovia philippina är en insektsart som beskrevs av Bei-bienko 1935. Ikonnikovia philippina ingår i släktet Ikonnikovia och familjen gräshoppor. Inga underarter finns listade i Catalogue of Life.